# Mixophilus indicus
Mixophilus indicus är en mångfotingart som beskrevs av Filippo Silvestri 1929. Mixophilus indicus ingår i släktet Mixophilus och familjen storjordkrypare. Inga underarter finns listade i Catalogue of Life.